# Xylopia venezuelana
Xylopia venezuelana är en kirimojaväxtart som beskrevs av Robert Elias Fries. Xylopia venezuelana ingår i släktet Xylopia och familjen kirimojaväxter. Inga underarter finns listade i Catalogue of Life.